# Osztrák Császári Vaskorona-rend
Az Osztrák Császári Vaskorona-rend (olaszul: Ordine imperiale della Corona ferrea; németül: Kaiserlicher Orden der Eisernen Krone) 1815-ben lett újraalapítva I. Ferenc császár által.  Az eredeti Vaskorona-rendet I. Napóleon francia császár alapította az általa 1805-ben létrehozott Itáliai Királyság uralkodójaként.

## Története
A Habsburg–Lotaringiai-ház által vezetett Német-római Birodalom 1806-os megszűnését követően II. Ferenc német-római császár felvette, I. Ferenc néven az Ausztria császára címet. A császár leánya, Mária Ludovika főhercegnő I. Napóleon francia császár második felesége lett, és az egyetlen jogos trónörökösének, II. Napóleon francia császárnak édesanyja. Az első Francia Császárság összeomlásával a Habsburg Birodalom visszaszerezte itáliai területeit, és megalapította a Lombard–Velencei Királyságot.
Az osztrák kitüntetést is három fokozattal alapították 1815. április 7-én. A rend kitüntetése nemesség elnyerését is eredményezte. Az Osztrák–Magyar Monarchia 1918-as felbomlásával az Aranygyapjas renden kívül az összes nemesi rend megszüntetésre került.

## A rend kitüntetése
Amíg a kitüntetés szalagjának színei a birodalmi sárga-zöldről, osztrák sárga-királyi kékre változott, a kitüntetés formája lényegében nem változott – a birodalmi sas, ami Lombardia vaskoronáján áll. A francia nagykereszt és az osztrák 1. osztály egy jobb vállon áthelyezett széles szalagból állt, amin a rend kitüntetése foglalt helyet, és a bal mellkason hordták hozzá a 8 ágú csillagot. A francia középkeresztet a bal mellkason viselték szalagon. A szalag közepén rozetta szimbolizálta, hogy középkeresztről volt szó. Az osztrák rend 2. osztályát nyakban viselték. Amíg a francia lovagkereszt, és osztrák 3. osztályt a bal mellkason hordták szalagon.
1908-tól ún. kisdíszítményt engedélyeztek az 1. és 2. osztály számára, hogy viselhető legyen a szolgálati egyenruhán is. A szalag közepére az 1. osztály esetén a csillag miniatűrje került fel, amíg a 2. osztály kisdíszítményén pedig Lombardia vaskoronája kapott helyet. Háborús rendi kitüntetésként a kitüntetés zöld színű babérleveleket kapott, ami a kétfejű sas két oldalán kapott helyet. Vitézségért olyan hadidíszítményes kitüntetéseket is adományoztak, amin keresztbe tett kardok voltak a sas és az osztrák császári korona között. A 3. osztály hadidíszítményén a keresztbe tett kardok a háromszögletű szalagra kerültek.
|                            |                            |                            |
| Szalagsávok                |                            |                            |
| Vaskorona-rend 3. osztálya | Vaskorona-rend 2. osztálya | Vaskorona-rend 1. osztálya |

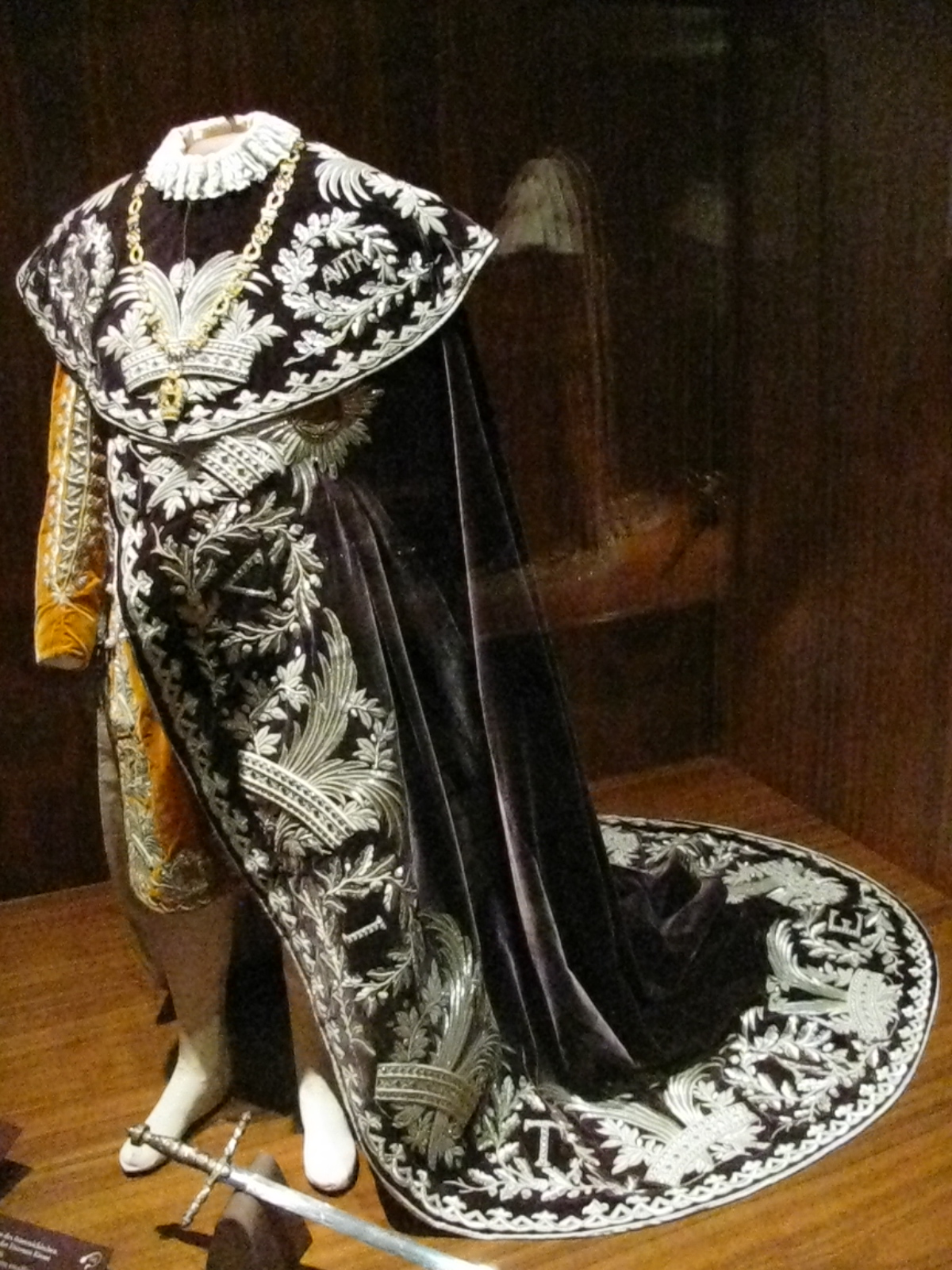
A Vaskorona-rend palástja
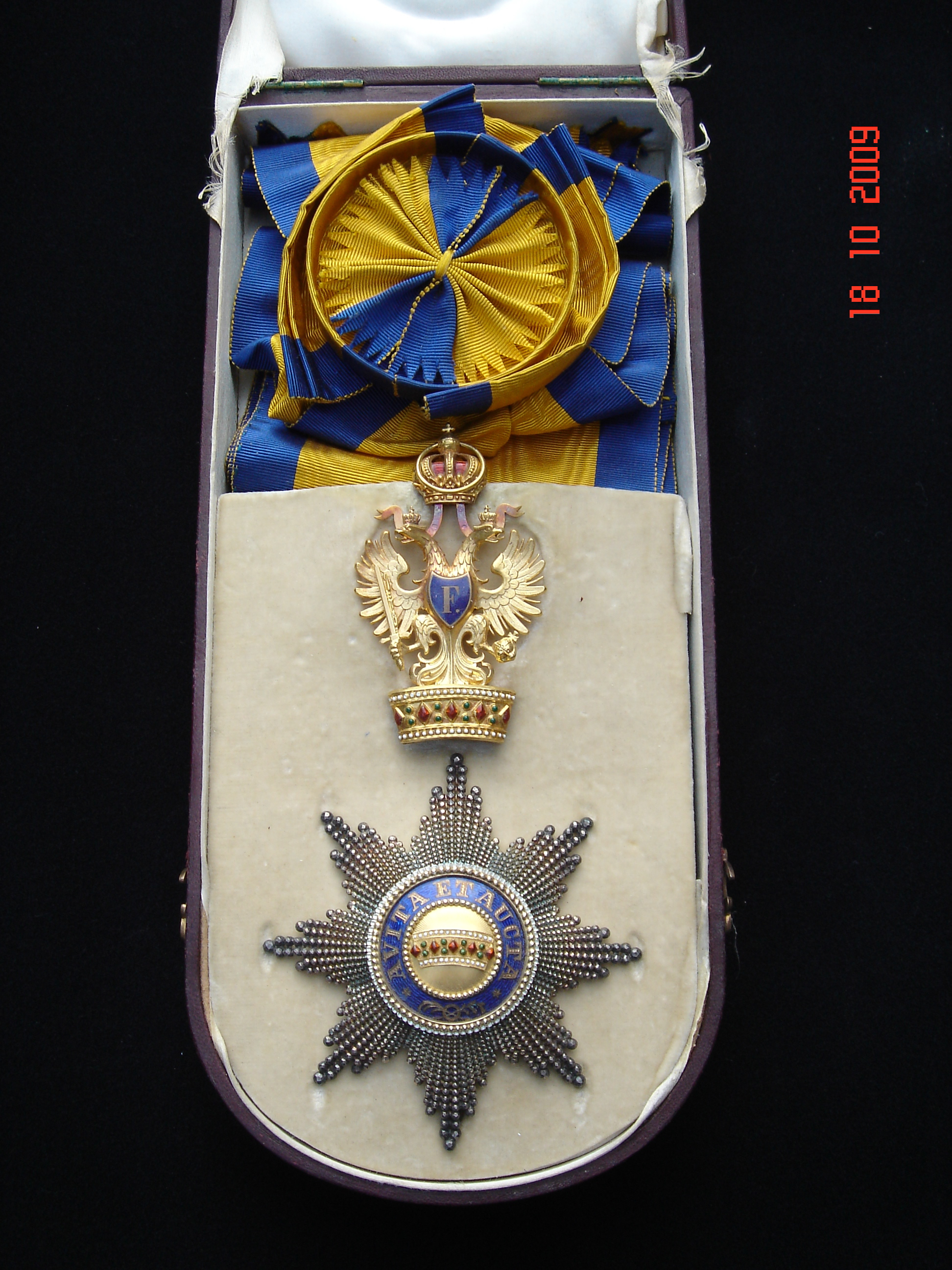
1. osztályú Vaskorona-rend és a csillaga
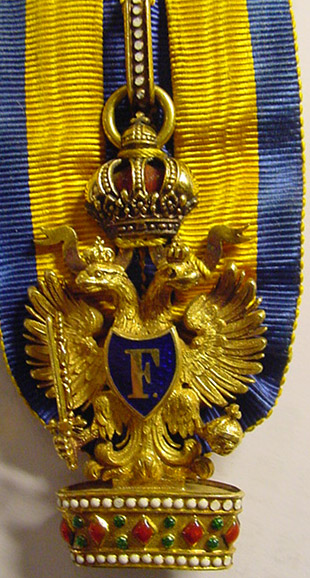
2. osztályú Vaskorona-rend
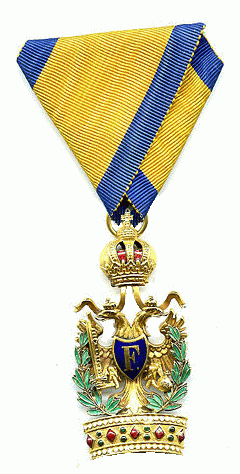
Hadidíszítményes 3. osztályú Vaskorona-rend

## A Vaskorona-rend nagymesterei
- II. Ferenc német-római császár, I. Ferenc néven Ausztria császára, 1816–1838
- I./V. Ferdinánd, Ausztria császára, 1838–1848
- I. Ferenc József, Ausztria, majd 1867-től az Osztrák-Magyar Monarchia uralkodója, 1848–1916
- I./IV. Károly, az Osztrák-Magyar Monarchia uralkodója, 1916–1918

## A Vaskorona-rend híresebb lovagjai
- Hauer Lipót (1854– 1933) - vezérezredes.
- Michael Ludwig von Appel (1856 – 1915) - tábornok, I. világháborús hadtestparancsnok.
- Karl Křitek (1861 – 1928) - császári és királyi vezérezredes.
- Karl von Kirchbach auf Lauterbach (1856 – 1939) - császári és királyi vezérezredes.
- Hugo Martiny von Malastów (1860 – 1940) - császári és királyi vezérezredes.
- Karl Georg von Huyn (1857 – 1938) - császári és királyi vezérezredes.
- Friedrich von Georgi (1852 – 1926) - császári és királyi vezérezredes.
- Arthur von Bolfras (1838 – 1922) - császári és királyi vezérezredes.
- vitéz kolosvári Kiss János (1883 – 1944), altábornagy, a Magyar Nemzeti Felkelés Felszabadító Bizottságának katonai vezetője.
- vitéz boldogfai Farkas Sándor (1880-1946) - császári és királyi vezérezredes, Zala vármegye vitézi rend székkapitánya.
- székelyhídi Szekrényessy Árpád (1849 – 1917) - minisztériumi tanácsos.
- vitéz leveldi Kozma Miklós (1884 – 1941) - politikus, az MTI elnöke, honvédelmi miniszter, valamint belügyminiszter.
- vitéz ruszkini Lorx Viktor (1873 – 1922) magyar tábornok.
- vitéz bulcsi Janky Kocsárd (1868 – 1954) - lovassági tábornok, Magyar Királyi Honvédség vezérkari főnöke, a honvédség főparancsnoka.
- vitéz spondalungai Metz Rezső (1861 – 1943) - altábornagy
- báró Rudolf Stöger-Steiner von Steinstätten (1861 – 1921) - osztrák–magyar haderő vezérezredese, a Osztrák–Magyar Monarchia utolsó hadügyminisztere.
- felsőkubini és nagyolaszi Kubinyi Ágoston (1799 – 1873) - művelődésszervező, Magyar Nemzeti Múzeum igazgatója, MTA tagja.
- vitéz nagybányai Horthy Miklós (1868 – 1957) - altengernagy, kormányzó.
- báró kövesházi Kövess Hermann (1854 – 1924) - hadmérnök, cs. és kir. tábornagy.
- Bauer Gyula (1862 – 1940) - magyar zsidó származású vezérőrnagy, az első világháború egyik kiemelkedő harctéri parancsnoka.
- báró Ludwig von Welden (1780 – 1853) császári és királyi táborszernagy.
- Wekerle Sándor (1848-1921) politikus, miniszterelnök (1884)[2]
- Szálasi Ferenc főhadnagy (1897–1946), az első világháborúban rohamzászlóalj-parancsnok, 1944-ben nyilas nemzetvezető,[3]
- Diendorfer (Dombay) Miksa Ágoston vezérőrnagy (1874-1952), az I. világháborúban a Cs. és Kir. 46. Gyalogezred 3. zászlóaljának parancsnoka
- Heinrich von Lützow zu Drey-Lützow und Seedorf gróf (1819–1900), osztrák-magyar diplomata, államtitkár,
- Gróf Széchenyi Ödön pasa (1839-1922), török táborszernagy, a török tűzoltóság főparancsnoka (1918, I. osztály),[4]
- Stoczek József (1819–1890) mérnök, egyetemi tanár, az MTA alelnöke,
- Kruspér István (1818–1905) metrológus, geodéta, az MTA tagja,
- Nagy-szigethi id. Szily Kálmán (1838–1924) fizikus, nyelvész, egyetemi tanár, az MTA főtitkára,
- velenczei dr. Hauszmann Alajos (1847–1926) műépítész, egyetemi tanár, az MTA tagja,
- Vitéz uzsoki báró Szurmay Sándor (1860–1945) honvéd tábornok, honvédelmi miniszter (1917–18)
- Jedlik Ányos (1800–1895) bencés szerzetes, tanár, természettudós, feltaláló,
- Báró Hazai Samu (1851–1942) honvéd vezérezredes, honvédelmi miniszter (1910–17)
- Munkácsy Mihály (1844–1900) magyar festőművész (III. osztály, 1879)[5]
- vitéz Gömöry Árpád (1883–1943), magyar királyi tábornok (vezérőrnagy), Borsod-Gömör vármegye-, majd Északpest vármegye testnevelési felügyelője, a "Dobsinai Társaskör" tagja volt.
- Kossányi Ödön tábornok, Budapest egykori városparancsnoka